# Mano a mano (película)
Mano a mano es un cortometraje musical en blanco y negro filmado en Buenos Aires, Argentina, sobre la base de la canción "Mano a mano" con letra de Celedonio Flores y música de Carlos Gardel y José Razzano, dirigido por Eduardo Morera, con producción de Federico Valle, en el que participan el cantor Carlos Gardel y el propio Celedonio Flores.
Está considerada como una de las primeras películas del cine sonoro latinoamericano con sonido óptico -junto a los demás cortometrajes de Gardel realizados en 1930- y uno de los primeros videoclips de la historia del cine.
Fue filmado en Buenos Aires entre el 23 de octubre y el 3 de noviembre de 1930 y estrenado en esa ciudad a partir del 3 de mayo de 1931, en el cine Astral.

## Los cortometrajes musicales de Gardel de 1930
En 1930 Gardel protagonizó quince cortometrajes musicales sonoros, cada uno sobre una canción, con dirección de Eduardo Morera y producción de Federico Valle, uno de los pioneros del cine latinoamericano. Valle había nacido en Italia en 1880, y luego de trabajar con los Hermanos Lumière y tomar clases con Georges Méliès, emigró a la Argentina en 1911 y desde entonces produjo decenas de obras cinematográficas de gran valor, incluyendo los primeros noticieros y los largometrajes animados de Quirino Cristiani, los primeros en la historia del cine mundial en su género. 
De los quince cortos, cinco resultaron arruinados en el laboratorio, entre ellos uno titulado Leguisamo solo, en el que aparecía el jockey Irineo Leguisamo y otro titulado El quinielero. Los diez cortos lanzados fueron: El carretero, Añoranzas, Rosas de otoño, Mano a mano, Yira, yira, Tengo miedo, Padrino pelao, Enfundá la mandolina, Canchero y Viejo smoking.

## Sinopsis
La película comienza con un diálogo entre Gardel y Celedonio Flores, conocido como El Negro Cele:

-Flores: ¿Qué decís, Carlitos?
-Gardel: Contento hermano, de haber colaborado con vos en el hermoso tango "Mano a mano" y ser el primero en interpretarlo en film sonoro.
-Flores: Y yo viejo, encantado del artista y del amigo.
-Gardel: ¡Gracias viejo!

A continuación Gardel interpreta "Mano a mano", con letra de Celedonio Flores y música de Razzano y él, acompañado por los guitarristas Ángel Domingo Riverol, Guillermo Barbieri y José María Aguilar, aunque este último no aparece en imagen.

## Características
La película fue filmada en Buenos Aires entre el 23 de octubre y el 3 de noviembre de 1930, en los Estudios Valle ubicados en la calle México 832, junto a otros catorce cortometrajes similares, que tuvieron a Gardel como protagonista. Celedonio Flores es autor de cuatro de las canciones utilizadas para realizar los quince cortometrajes: Mano a mano, Viejo smoking, Canchero y Tengo miedo.
Fue realizada con sonido óptico, es decir con una banda de sonido grabada en la película misma, denominado sistema Movietone inventado por Lee De Forest, que permitía la utilización de rollos pequeños y era adecuado para filmar noticieros, documentales y cortos musicales. Este sistema aventajaba al Vitaphone, que consistía en discos fonográficos que se ejecutaban en forma paralela a la proyección del filme pero cuyo sonido era de menor calidad y presentaba problemas para su sincronización.
Está considerada como una de las primeras películas del cine sonoro latinoamericano con sonido óptico -junto a los demás cortometrajes de Gardel realizados en 1930- y uno de los primeros videoclips de la historia del cine.
Gardel había descubierto a la calidad de Celedonio Flores como letrista en un concurso realizado por el diario Crítica en 1920 y ya había grabado "Margot", con letra de su autoría. En 1923 Gardel grabó "Mano a mano", que se constituyó en uno de los máximos éxitos de Gardel, marcando el momento en que el tango canción terminó de imponerse y, junto a las transformaciones instrumentales de músicos como Julio de Caro, se abría una era de plenitud para el género: la Guardia Nueva. En total Gardel grabaría 21 tangos de El Negro Cele, entre ellos "El bulín de la calle Ayacucho", "Malevito", "Viejo smoking", "Mala entraña", "Canchero" y "Pan". Flores también es autor de la letra del famoso tango "Corrientes y Esmeralda" (1933) que dice "en tu esquina rea, cualquier cacatúa sueña con la pinta de Carlos Gardel". Por humildad, Gardel se abstuvo de cantar ese célebre tango que lo idolatraba en vida.
Los cortometrajes fueron estrenados en Buenos Aires, a partir del 3 de mayo de 1931 en el cine Astral, ubicado en Corrientes 1641, bajo el rubro de “Variedad musical”, acompañando la exhibición de la película Luces de la ciudad de Charles Chaplin. En algunos casos fueron presentados como "tangos teatralizados". Gozaron de gran éxito y se siguieron exhibiendo por años.

## Reparto
- Carlos Gardel
- Celedonio Flores
- Ángel Domingo Riverol
- Guillermo Barbieri.